# Janez Vindiš
Janez Vindiš, slovenski politik, poslanec in ekonomist, * 19. december 1948.

## Življenjepis
25. februarja 1994 je postal član 1. državnega zbora Republike Slovenije (zamenjal je Ludvika Toplaka); v tem mandatu je bil član naslednjih delovnih teles:
- Odbor za finance in kreditno-monetarno politiko (podpredsednik; od 29. junija 1994) in
- Odbor za gospodarstvo (od 29. junija 1994).